# Dupuș
Dupuș – wieś w Rumunii, w okręgu Sybin, w gminie Ațel. W 2011 roku liczyła 218 mieszkańców.